# Doliops belenae
Doliops belenae es una especie de escarabajo del género Doliops, familia Cerambycidae. Fue descrita científicamente por Yoshitake & Yamasako en 2018.
Habita en Filipinas. Los machos y las hembras pueden medir 11,8-14,3 mm. El período de vuelo de esta especie ocurre en los meses de mayo, octubre y diciembre.